# Truth Corroded
Truth Corroded ist eine australische Death- und Thrash-Metal-Band aus Adelaide, die im Jahr 1996 gegründet wurde. In ihrer Karriere hielt die Band unter anderem Konzerte zusammen mit Lamb of God, Arch Enemy, Behemoth, In Flames, Chimaira, Sepultura, Death Angel, Municipal Waste, Suffocation, Thy Art Is Murder und The Amenta.

## Geschichte
Die Band wurde im Jahr 1996 gegründet und bestand aus dem Bassisten Damon Shaw, dem Schlagzeuger Adam Milburn, dem Gitarristen Mark Lennard und dem Sänger Simon Durrant. Letzterer wurde nach kurzer Zeit bereits durch Jason North ersetzt. In der Folgezeit spielte die Band ihre ersten Auftritte und spielte unter anderem auch zusammen mit Fear Factory, Strapping Young Lad, Sick of It All und Vision of Disorder und trat im Januar 2000 auf dem Big Day Out auf. Im Jahr 2001 spielte die Gruppe auf dem Metal for the Brain und veröffentlichte im selben Jahr ihr Debütalbum Believe. Im Jahr 2002 spielte die Band auf dem Grounded Festival, dem Overcranked und dem High Voltage Festival. Im September 2002 verließ Schlagzeuger Milburn die Band. Er beging später am 14. Januar 2003 im Alter von 29 Jahren Suizid. Nach einer zehnmonatigen Pause kehrte die Band im Jahr 2003 live zurück, wobei Gitarrist Corey Grieve und Schlagzeuger Matt Barnett als neue Mitglieder in der Band waren. Für Anfang 2005 war die Veröffentlichung eines weiteren Albums geplant, jedoch verzögerte sich die Veröffentlichung, da Schlagzeuger Barnett die Band im Januar 2005 verlassen hatte. Als kurzzeitiger Ersatz kam Chris Canini zur Besetzung, ehe er die Band wieder verließ und Barnett im Juli zur Band zurückkehrte, bis man einen passenden Schlagzeuger gefunden hatte. Daraufhin kam Sven Hentschel als Schlagzeuger hinzu, wobei er Anfang 2006 live das erste Mal zu sehen war. 2005 erschien zudem noch das Album Our Enemy Is the Weapon. 2006 ging die Band auf Tour und trat dabei zusammen mit Dark Tranquillity auf und spielte auf dem Metal for the Brain. Nach einem Festivalauftritt in Singapur Anfang 2007, kam Liam Okninski als neuer Schlagzeuger zur Band. Im März 2008 erschien das nächste Album Upon the Warlords Crawl. Im Juli gab Okninski sein Ausscheiden aus der Band bekannt. Im Oktober ging die Band auf Tour durch China und Thailand. Im Jahr 2011 erschien das Album Worship the Bled worauf Kevin Talley als Schlagzeuger  zu hören war, obwohl bereits mit Kieran Murray ein fester Schlagzeuger in der Band war. Da laut Bassist Shaw Talley ein Death-Metal-Schlagzeuger sei, könne dieser den extremen Stil besser einbringen als Murray. Murray müsse dann nur noch die von Talley geschriebenen Teile live nachspielen, was er auch perfekt könne. Das Album wurde von Jonas Kjellgren (Scar Symmetry) abgemischt und gemastert. Der Veröffentlichung folgten Touren durch Australien, Japan und den Südosten Asiens und dabei spielte die Band zusammen mit Gruppen wie Fear Factory, Forbidden und Warbringer. Zudem ging die Band auf Europatournee zusammen mit Malevolent Creation, Krisiun, Vital Remains, Origin und Psycroptic. Danach arbeitete die Band 2012 und 2013 an ihrem nächsten Album The Saviours Slain. Das Album wurde erneut mit Kevin Talley in San Antonio, Texas aufgenommen. Der Gesang und die E-Gitarren-Spuren wurden in ihrer Heimat in Südaustralien aufgenommen. Abgemischt und gemastert wurde das Album von Mark Lewis im Audiohammer Studio in Florida (DevilDriver, Whitechapel, The Black Dahlia Murder). Auf dem Album waren als Gäste Craig Locicero von Forbidden und Bret Hoffman von Malevolent Creation zu hören. Das Album erschien auch weltweit bei AFM Records.

## Stil
Im Rock-Hard-Interview gab Bassist Greg Shaw an, dass er die Bezeichnung „extremer Thrash Metal“ für die Mischung aus Death- und Thrash-Metal, die die Band spiele, am passendsten empfinden würde. Die Band sei durch Gruppen wie Slayer, Sepultura, Malevolent Creation, Dark Angel, Testament, Kreator und Obituary beeinflusst worden. Später seien noch modernere Einflüsse wie die von Neurosis hinzugekommen. Laut Andreas Stappert vom Rock Hard spiele die Band auf The Saviours Slain eine Mischung aus modernem Thrash- und Death-Metal und setze dabei auf technischen Anspruch, Groove und Eingängigkeit.

## Diskografie
- 1999: Fuel the Chain (EP, Eigenveröffentlichung)
- 2000: CD Sampler 2000 (Demo, Eigenveröffentlichung)
- 2001: End (EP, Truth Inc. Records)
- 2001: No Mans Earth (Demo, Eigenveröffentlichung)
- 2001: Begin (Album, Truth Inc. Records)
- 2005: Truth Corroded (Demo, Eigenveröffentlichung)
- 2005: Our Enemy Is the Weapon (Album, Truth Inc. Records)
- 2008: Upon the Warlords Crawl (Album, Truth Inc. Records)
- 2009: The Devastation / Decimation EP (Split mit Double Dragon, Truth Inc. Records)
- 2011: Worship the Bled (Album, Truth Inc. Records)
- 2013: The Saviours Slain (Album, Truth Inc. Records)